# Дивоптах-шилодзьоб бурий
Дивоптах-шилодзьоб бурий (Epimachus meyeri) — вид горобцеподібних птахів родини дивоптахових (Paradisaeidae).

## Назва
Вид названо на честь німецького натураліста Адольфа Бернхарда Меєра (1840—1911).

## Поширення
Ендемік Нової Гвінеї. Трапляється у горах Маоке, Бісмарка і Оуен-Стенлі. Мешкає в первинних гірських тропічних лісах на висотах між 1900 і 2900 м над рівнем моря.

## Опис
Тіло завдовжки 49-52 см, вагою 140—310 г. У самців є довгий хвіст, який може сягати 40 см завдовжки. Самиці мають коричнево-помаранчеві лоб і верхівку, сіро-оливкові плечі, крила, спину і хвіст, чорнуваті щоки і горло та сірувато-білі груди, живіт і підхвістя з одинарними перами, окантованими чорним. Самці чорні з фіолетовими та зелено-блакитними металевими відтінками на голові, крилах, спині та хвості; груди та живіт оливково-сірі, а довгі та струнисті пера боків білі; на лобі, вершині голови, потилиці і крупі є синюшні ділянки. В обох статей очі сіро-блакитні, а дзьоб і ноги чорні.

## Спосіб життя
Трапляється поодинці. Більшу частину життя проводить під пологом лісу, де шукає поживу. Живиться комахами, іншими безхребетними, дрібними хребетними та плодами дерев.
Період спаровування триває з квітня по січень. Полігамний вид. Самці токують, щоб залучити якомога більше самиць. Залицяння складається з двох фаз: в першій, самці розташовуються на товстій розчищеній гілці, з якої співом закликають самиць. Помітивши самицю, вони розпушують пір'я та демонструють бличкуче оперення на грудях. Після спаровування самці не цікавляться потомством.

## Підвиди
Містить три підвиди:
- Epimachus meyeri meyeri, поширений на сході ареалу;
- Epimachus fastosus albicans (van Oort, 1915), поширений в районі гір Гінденбург;
- Epimachus fastosus bloodi Mayr & Gilliard, 1951, поширені в районі вулкана Хаген і гори Гілуве;